# حوض بوين

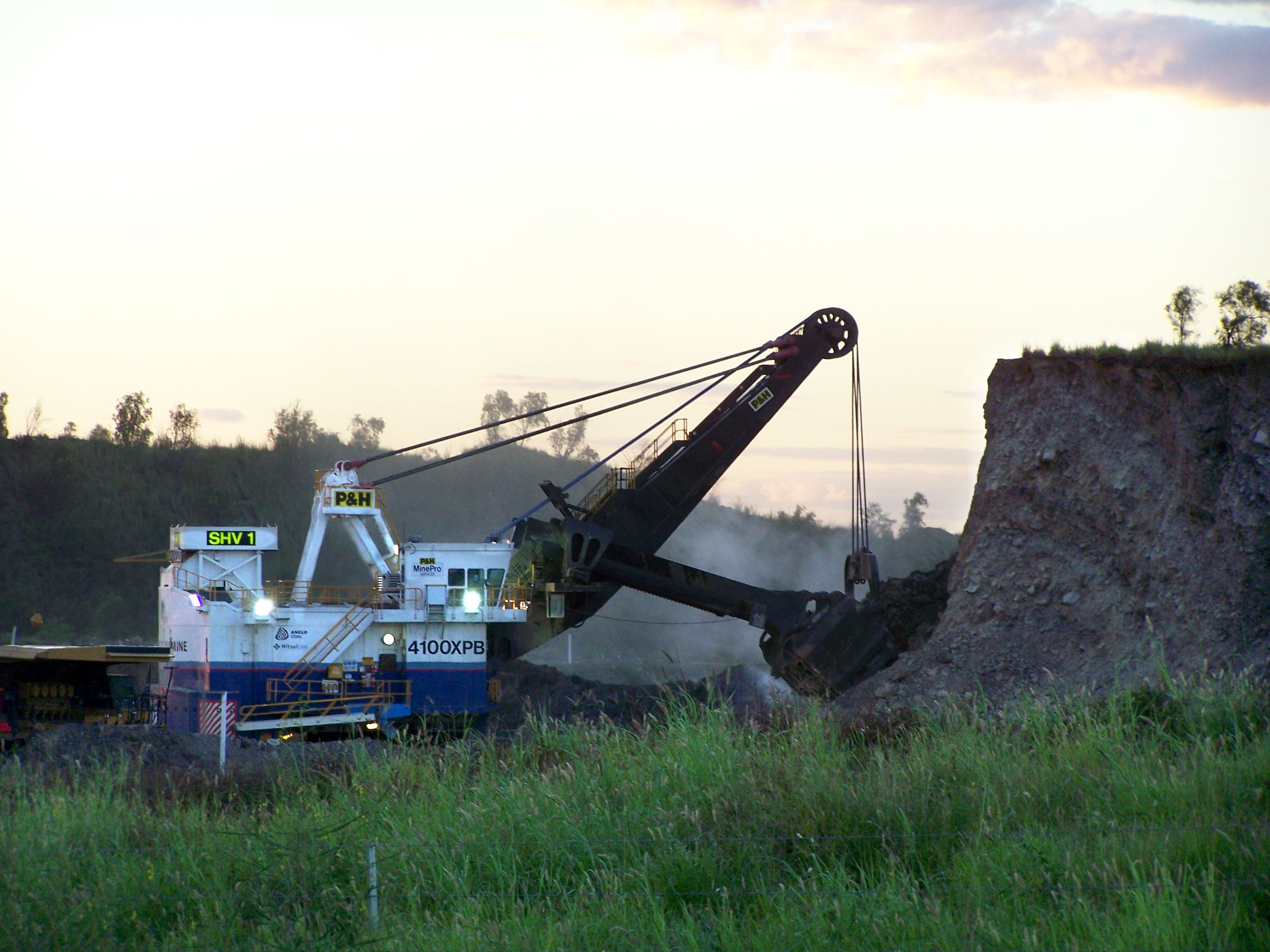

حوض بوين يحتوي على أكبر احتياطيات من الفحم في أستراليا. تحتوي هذه المنطقة الرئيسية المنتجة للفحم على واحدة من أكبر رواسب الفحم القاري في العالم. يحتوي الحوض على الكثير من موارد الفحم البرمي المعروفة في كوينزلاند بما في ذلك جميع فحم الكوك الرئيسي القابل للتعدين. تم تسميته نسبة لنهر بوين الذي سمي بدوره نسبة لحاكم كوينزلاند الأول السير جورج بوين.
يغطي حوض بوين مساحة تزيد عن 60000 كيلومتر مربع في كوينزلاند الوسطى تمتد من كولينزفيل إلى ثيودور. بلغ عدد السكان في المنطقة 41973 نسمة في عام 2001. ثعبان الزينة أو الدنيسونية المبقعة (Denisonia maculata) هي من الزواحف الصغيرة التي يقع موطنها الأصلي في منطقة حوض بوين.